# Batrachocottus talievi
Batrachocottus talievi är en fiskart som beskrevs av Sideleva, 1999. Batrachocottus talievi ingår i släktet Batrachocottus och familjen Cottocomephoridae. Inga underarter finns listade.